# Csanád Virág
Csanád Virág (* 27. Dezember 1988 in Miercurea Ciuc) ist ein ehemaliger rumänischer Eishockeyspieler, der zuletzt bis 2016 beim ASC Corona 2010 Brașov in der Rumänischen Eishockeyliga und der MOL Liga spielte.

## Karriere

### Club
Csanád Virág, der der ungarischsprachigen Minderheit der Szekler in Rumänien angehört, begann seine Karriere beim damaligen HC Csíkszereda. Für die Mannschaft aus seiner Heimatstadt Miercurea Ciuc spielte er zunächst in der ungarischen Eishockeyliga und 2008/09 in der neugegründeten MOL Liga, die das Team gewinnen konnte. Nachdem der HC Csíkszereda trotz des Meistertitels nach dieser Spielzeit aus finanziellen Gründen aufgelöst worden war, zog es Virág zum traditionsreichen Nachbarn HSC Csíkszereda. Mit dem traditionellen Club der Szekler in Miercurea Ciuc gewann er 2011 die MOL-Liga sowie 2012 den Rumänischen Meistertitel. 2010 und 2011 gewann er mit dem HSC auch den rumänischen Pokalwettbewerb. 2012 wechselte er in den Süden Siebenbürgens zum ASC Corona 2010 Brașov, mit dem er auf Anhieb seinen dritten Pokalsieg erringen konnte und auch rumänischer Vizemeister wurde. Ein Jahr später gewann er mit seinem Klub auch den rumänischen Meistertitel und 2015 erneut den Pokalwettbewerb. 2016 beendete er dort seine Karriere.

### International
Virág spielt international im Gegensatz zu anderen Szeklern, die für Ungarn antreten, für sein Geburtsland Rumänien. Bereits im Juniorenbereich war er bei Weltmeisterschaften aktiv: Bei der Division III der U-18-Weltmeisterschaft 2006 war er mit sechs Toren und neun Vorlagen am Aufstieg der Rumänen in die Division II beteiligt. Daraufhin wurde er im selben Jahr auch bei der Division II der U-20-Weltmeisterschaft eingesetzt, in der er auch 2007 und 2008 auf dem Eis stand.
Sein Debüt in der Herren-Nationalmannschaft gab Virág bei den Weltmeisterschaften der Division II 2008 in seiner Heimatstadt Miercurea Ciuc, als ihm mit seiner Mannschaft der Aufstieg in die Division I gelang. Er steuerte dazu drei Tore und fünf Vorlagen bei. Im Folgejahr konnte er aber den direkten Abstieg seines Landes in die Division II nicht verhindern. 2010, als er gemeinsam mit dem Isländer Emil Alengård und dem Esten Aleksandr Petrov drittbester Torschütze hinter den Esten Andrei Makrov und Anton Nekrassov war, und 2011 nahm er erneut an den Wettkämpfen der Division II der WM teil. Nachdem beim Turnier 2011 der Wiederaufstieg gelungen war, trat er 2012, 2013 und 2014 mit Rumänien in der Division I der WM an.
Zudem spielte er für Rumänien bei den Qualifikationsturnieren für die Olympischen Winterspiele 2010 in Vancouver und 2014 in Sotschi.

## Erfolge
- 2006 Aufstieg in die Division II bei der U-18-Weltmeisterschaft, Division III
- 2008 Aufstieg in die Division I der Eishockeyweltmeisterschaften bei der WM der Division II, Gruppe A
- 2009 Sieger der MOL Liga mit dem HC Csíkszereda
- 2010 Rumänischer Pokalsieger mit dem HSC Csíkszereda
- 2011 Sieger der MOL Liga mit dem HSC Csíkszereda
- 2011 Rumänischer Pokalsieger mit dem HSC Csíkszereda
- 2011 Aufstieg in die Division I der Eishockeyweltmeisterschaften bei der WM der Division II, Gruppe B
- 2012 Rumänischer Meister mit dem HSC Csíkszereda
- 2013 Rumänischer Pokalsieger mit dem ASC Corona 2010 Brașov
- 2014 Rumänischer Meister mit dem ASC Corona 2010 Brașov
- 2015 Rumänischer Pokalsieger mit dem ASC Corona 2010 Brașov

## MOL-Liga-Statistik
(Stand: Ende der Saison 2015/16)